# 宽背鲶属
宽背鲶属（学名：Epactionotus）是甲鯰科的一属。

## 下属物种
本属包括以下物种：